# Levante UD (kvinder)
Levante Unión Deportiva Femenino er et fodboldhold for kvinder hjemmehørende i Valencia. Klubben er en del af Levante UD.